# 尼崎交通事業振興
尼崎交通事業振興株式会社（あまがさきこうつうじぎょうしんこう、英称：Amagasaki Transportation Service Corporation）は、尼崎市の外郭団体。通称ATSまたはエーティーサービス（ATサービス）。阪神バス尼崎市内線（旧尼崎市交通局バス路線、以下尼崎市内線）の一部路線を受託運行するなどの事業を行っている。

## 沿革
尼崎市交通局（2016年3月19日まで存在、以下交通局）および尼崎交通労働組合の出資による間接経営方式で設立された。
当初は旧交通局車両の洗車・清掃・給油、定期券・回数券の発売、遺失物の取扱い、案内など、運行以外のサポート業務を担当していたが、交通局の経営悪化に伴い、2002年より同局の観光バス事業を引き継いだほか、2004年4月より同路線バスの一部を受託運行していた。
交通局に代わる、将来のバス事業者としても検討されたが、尼崎市公営企業審議会より提出された答申後、交通局は完全民営化することが決定しバス事業を阪神バスへ移譲することが決定。当社は阪神バスとの資本関係は持たないものの、その後も阪神バスに移管された路線（尼崎市内線）の一部の受託運行等を継続することとなった。
当社は今後も社員の雇用確保を意思として事業を継続、将来的には民営化を目標として市が支援を行っていく方針である。 

### 年表
- 1988年4月1日 - 設立。
- 2002年 - 尼崎市交通局の観光バス事業を継承。
- 2004年4月1日 - 市バス70番の交通局との共同運行開始、21番、21-2番、22番、23番、24番の受託運行開始。
- 2005年4月1日 - 11番、20番の追加受託運行開始。
- 2006年8月1日 - 30番、31番、52番、80-1番、80-2番、85番、90番の追加受託運行開始（その後52番、80-1番、80-2番、85番、90番は再び交通局運行の路線となる）。
- 2015年7月1日 - 13-2番（兵庫県立尼崎総合医療センター開設による市バス13番：阪急塚口 - 阪神尼崎の一部を同センター正門前へ乗り入れ）を開設。交通局は運行せず自社便のみとなる。
- 2016年
  - 3月20日 - 交通局民営化に伴い、阪神バス尼崎市内線の受託路線となる。11番・13番（平日1往復のみ）の共同運行開始。同時に70番の共同運行便の大幅減便（日曜祝日の夜間1往復のみ）と受託運行開始。運賃支払いにICカード（PiTaPa・ICOCA・hanica）を導入。
  - 4月1日 - 交通系ICカードの全国相互利用サービスを開始[3]。
- 2019年4月1日 - 交通局民営化後初めての路線改定が行われ、22-2番新設による追加受託運行開始。
- 2021年7月31日 - 路線改定に伴いAD3番新設による追加受託運行の開始と30番の受託運行の減便を実施[4]。

## 運行路線
尼崎市内線の内、以下の路線の運行と受託運行（管理の受委託）を行う。
現在までの受託路線は年表を参照。

### 幹線
阪急神戸本線の駅からJR神戸線（東海道本線）の駅を経て阪神本線の駅を結ぶ。
11番は阪神バスからの管理受託および共同運行、13番、13-2番は阪神バス塚口営業所との共同運行。12番、14番、15番は阪神バス塚口営業所担当。
| 路線番号 | 経路 |
| -------- | --- |
| 11番     | 阪急園田 (南)－百合学院 (ひと咲きプラザ前)－若王寺－JR尼崎 (北)－小田南生涯学習プラザ前－金楽寺－西長洲－阪神尼崎 (北) ※阪急園田 (南) －塚口営業所前またはJR尼崎 (北) 間区間便及び塚口営業所前－阪神尼崎 間区間便あり |
| 13番     | 阪急塚口－尾浜西口－上下水道庁舎前－尼崎総合医療センター－東難波町3丁目－地方合同庁舎－阪神尼崎 (北) ※平日の午前中の1往復のみ運行                                                                                     |
| 13-2番   | 阪急塚口－尾浜西口－上下水道庁舎前－尼崎総合医療センター正門前－東難波町3丁目－地方合同庁舎－阪神尼崎 (北) ※平日のみ運行 ※尼崎総合医療センターには阪神尼崎行きのみ停車                                                |

### 地域線
市内各駅と周辺地域を結ぶ。一部の路線では、運行区間の延長や、経由地・経路の一部を変更して運行する便があり、路線番号に「-（数字）」をつける形で分類・運行されている。30番は一部便が当社による管理委託運行で48-2番（一部）をのぞく40番台の路線と15•55•AD1番は阪神バス武庫営業所担当で、50・60・80・90番台は阪神バス塚口営業所担当、70番は阪神バスからの管理受託および共同運行。
| 路線番号 | 経路 |
| -------- | --- |
| 20番     | JR猪名寺－田能口－競馬場－阪急園田 (北)－東園田 |
| 21番     | 阪急園田－競馬場－尼崎御園郵便局前－若王寺－JR塚口－ピッコロシアター－阪急塚口 ※阪急園田は (北) 発、(南) 着                                                                                               |
| 21-2番   | 戸ノ内－尼崎御園郵便局前－競馬場－園田支所－若王寺－JR塚口－ピッコロシアター－阪急塚口 ※平日のみ運行 ※阪急園田は戸ノ内行きが (南) 発着、阪急塚口行きが (北) 発着                                          |
| 22番     | 阪急園田－競馬場－尼崎御園郵便局前－若王寺－尾浜－スポーツセンター－西長洲－阪神尼崎 (北) ※塚口営業所前－阪神尼崎 (北) 間区間便および阪急園田 (北)→塚口営業所前 間区間便あり ※阪急園田は (北) 発、(南) 着 |
| 22-2番   | 阪急園田－競馬場－尼崎御園郵便局前－若王寺－尾浜西口－尼崎総合医療センター－波洲橋－西長洲－阪神尼崎 (北) ※平日のみ運行 ※阪急園田は (北) 発、(南) 着                                                      |
| 23番     | 戸ノ内－阪急園田 (南)－弥生ヶ丘－神崎－遊女塚－小田南生涯学習プラザ前－JR尼崎 (南)－金楽寺－西長洲－阪神尼崎 (北) ※JR尼崎 (南)－阪神尼崎 (北) 間区間便あり                                                |
| 24番     | 阪急園田 (南)－弥生ヶ丘－神崎北団地－五反田－小田南生涯学習プラザ前－JR尼崎 (南)－常光寺－阪神杭瀬 |
| 30番     | 阪急塚口－尼崎北小学校－栗山町2丁目－JR立花 (上)－南警察署西分庁舎－琴浦神社－尼崎競艇場－リサーチコア前－武庫川 ※阪急塚口－JR立花 (上) またはリサーチコア前 間区間便あり                                 |
| 31番     | 阪急塚口－尼崎北小学校－栗山町2丁目－市役所－尼崎総合医療センター－東難波町3丁目－阪神尼崎 |
| 70番     | 阪神尼崎 (南)－日本製鉄前－東海岸町－尼崎港－クリーンセンター第2工場 |
| AD3番    | 阪急園田 (南)－弥生ヶ丘－神崎北団地－五反田－小田南生涯学習プラザ前－JR尼崎 (南)－社協会館－東大物町1丁目-阪神大物－尼崎ドライブスクール前                                                                |

## 運賃
詳細は、尼崎交通事業振興公式ホームページや阪神バス公式ホームページ内の尼崎市内線のページを参照。
阪神バス尼崎市内線と同様、全路線均一運賃で、乗車時に車内の運賃箱へ支払う（前乗り後降り）。支払いには現金の他、回数カード、スルッとKANSAI対応カード、またPiTaPa・ICOCA・hanicaなど交通系ICカードの全国相互利用サービスにも対応している。
普通旅客運賃
大人240円・小児120円
全線1日乗車券
大人600円・小児300円。発売当日限り何回でも乗降可能。尼崎市内線も利用できる。車内にて発行。
磁気回数カード
尼崎市内線も利用可能（阪神バスのうち阪神線は利用不可）。大人4種・小児4種の金額が発行されている。昼間時間帯特別割引（ひまわり）の回数カードもある。現在は販売終了している。
定期券
ICカード（hanica）にて発行される。阪神バス（尼崎市内線含む）も利用可能なものに加え、阪急バスの一部区間も利用可能なものなど、複数種が発行されている。
その他、乗継割引や特別乗車証などの諸制度が旧交通局より継承されている。

## 車両
自社所有車はしばらくの間交通局からの移籍車のみであったが、2011年（2010年度末）には新車（三菱ふそう・エアロスター）が初めて誕生している。車体塗装は交通局と同一であるが、前面の社章や側面の社名表記で見分けることができる。社番は交通局の付番に準じるが、2011年以降の新車は交通局の三菱ふそう車に与えられる（ハイフン後の数字が）100番台に対し、200番台が与えられるようになったが、2019年に導入した新車（いすゞ・エルガ）にはハイフン前の数字の導入年度（交通局民営化後は導入年）の和暦がなくなり、製造会社ごとの番号区分もなくなり、210などの3桁となった。また、当社に運行を委託している阪神バスの車両（塚口営業所所属）は、車両前面の社番付近に赤い丸囲みで「A」の表記がされている。
- 旧交通局より移籍した車両（社章が変更されている）
- 当社受託運行車両（前面に赤丸でAの表記）
- 2010年度に導入された三菱ふそう・エアロスター
- 2011年度に導入された三菱ふそう・エアロスター
- 2015年度に導入された三菱ふそう・エアロスター